# Chuột chù Jackson
Chuột chù Jackson, tên khoa học Crocidura jacksoni, là một loài động vật có vú trong họ Chuột chù, bộ Soricomorpha. Loài này được Thomas mô tả năm 1904. Chúng được tìm thấy ở Burundi, Cộng hòa Dân chủ Congo, Kenya, Rwanda, Sudan, và Uganda.